# Sergio Pérez Miralles
Sergio Pérez Miralles (Huelva, 30 de abril de 1991) es un futbolista español que juega como portero y actualmente se encuentra sin equipo.

## Trayectoria
Se formó en las categorías inferiores del R.C. Recreativo de Huelva. Defendió la portería del R.C. Recreativo de Huelva "B" en las temporadas 2010/2011 y 2011/2012 en la  Tercera División.
Al año siguiente se va cedido por el R.C. Recreativo de Huelva al C.D. San Roque de Lepe que por aquel entonces militaba en la Segunda División B en el grupo IV.
En la 2013/14 jugó en el Racing de Santander en la Segunda División B equipo con el que ascendió a la Liga Adelante tras ganar a la U.E. Llagostera a doble partido. Empatando 0-0 en el Municipal de Llagostera y ganando 1-0 en El Sardinero

### Clubes
| Club                          | País   | Año       |
| ----------------------------- | ------ | --------- |
| R.C. Recreativo de Huelva "B" | España | 2010-2012 |
| C.D. San Roque de Lepe        | España | 2012-2013 |
| Racing de Santander           | España | 2013-2014 |